# TAKUI NAKAJIMA Anniversary 1999-2008 BEST YOURS
『TAKUI NAKAJIMA Anniversary 1999-2008 BEST YOURS』（タクイ・ナカジマ・アニバーサリー 1990-2008 ベスト・ユアーズ）は、中島卓偉の1枚目のベストアルバム。2009年4月22日に発売された。

## 収録曲

### Disk1 LOVE SIDE
1. Calling You
5thシングル。
2. ピアス
3rdシングル。
3. TRUE MIND
2ndアルバム『CHUNKY GOD POP』収録。
4. mother sky
1stアルバム『NUCLEAR SONIC PUNK』収録。
5. メッセージ
11thシングル。
6. スピカ ～Looking for my star～
10thアルバム『STARDUST VOX』収録。
7. 恋の一方通行
7thアルバム『僕は君のオモチャ』収録。
8. RE-SET
7thシングル。
9. 存在
4thアルバム『POWER TO THE MUSIC』収録。
10. FORK IN THE ROAD
6thシングル。
11. 雪に願いを
10thシングル。
12. STAY TOGETHER
2ndアルバム『CHUNKY GOD POP』収録。
13. いま君に逢いたいと思うこと
12thシングル。
14. 言葉に出来ない
5thアルバム『VIVAROCK』収録。
15. NEVER FADES AWAY
3rdアルバム『SWANKY GOD POP』収録曲。

### Disk2 POWER SIDE
1. FREE FOR FREE
4thシングル。
2. 蜃気楼
5thアルバム『VIVAROCK』収録。
3. UP TO DATE
1stアルバム『NUCLEAR SONIC PUNK』収録。
4. PUNK
2ndアルバム『CHUNKY GOD POP』収録。
5. トライアングル
1stシングル。
6. イノヴェイター
1stアルバム『NUCLEAR SONIC PUNK』収録。
7. お願い胸騒ぎ
9thアルバム『SMILER』収録。
8. HELLO MY FRIENDS
9thシングル。
9. ギャンブルーレット
2ndシングル。
10. BE HAPPY
5thアルバム『VIVAROCK』収録。
11. SMILE
9thアルバム『SMILER』収録。
12. テレビジョン
7thアルバム『僕は君のオモチャ』収録。
13. DRIVE MY LIMO
3rdアルバム『SWANKY GOD POP』収録曲。
14. SPARKLE MAN
4thアルバム『POWER TO THE MUSIC』収録。
15. 明日はきっと風の中
13thシングル。
16. ひとりになることが怖かった
8thシングル。
17. 100万回生きたねこ
ボーナストラック。2008/12/31東京キネマ倶楽部。
18. BYE BYE BYE
ボーナストラック。